# رشته‌کوه یازگولم
رشته‌کوه یازگولم (به لاتین: Yazgulem Range) یک رشته‌کوه در تاجیکستان است. رشته‌کوه یازگولم ۶٬۹۷۴ متر بالاتر از سطح دریا واقع شده‌است.